# Krzywiń
Krzywiń é um município da Polônia, na voivodia da Grande Polônia e no condado de Kościan. Estende-se por uma área de 2,27 km², com 1 677 habitantes, segundo os censos de 2016, com uma densidade de 738,8 hab/km².